# Vintervollen
Vintervollen ist ein Weiler in der nordnorwegischen Kommune Sør-Varanger im Fylke Finnmark.

## Geografie
Vintervollen liegt am Ostufer des Tamasjokkvatnet (samisch: Dámmošjávri). Der Ort ist über den Fylkesvei 8860 (FV 8860) Jarfjordveien an das norwegische Straßennetz angeschlossen. Von Vintervollen führt die FV 8860 weiter unter dem Namen Grense Jakobselv veien zur russischen Grenze.
In der Umgebung von Vintervollen wurde Jarfjordgneis entdeckt.